# Syracuse’s strafexpeditie tegen de Etrusken

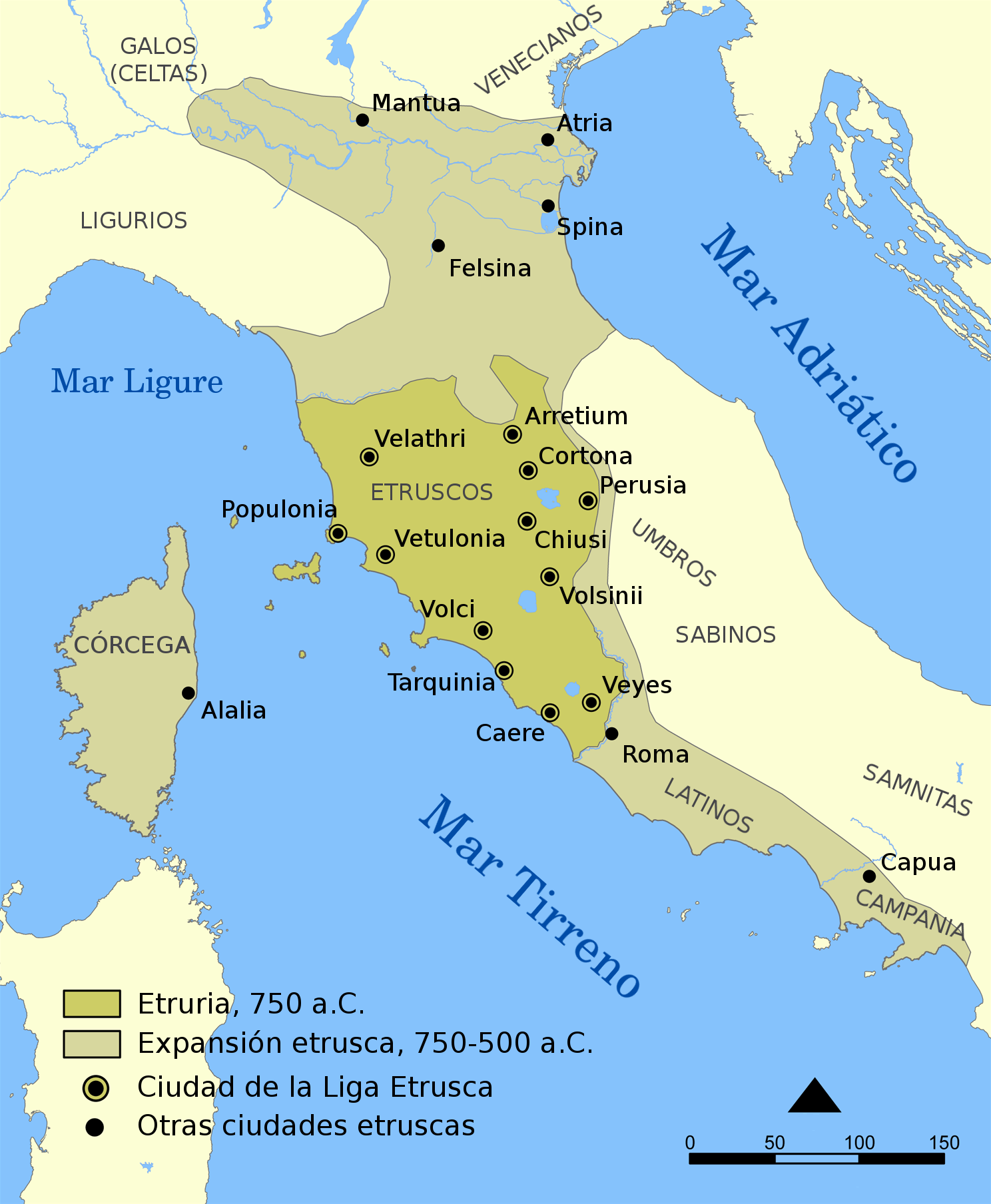
Etruskische expansie op zijn grootst (500 v.Chr.), in het groen

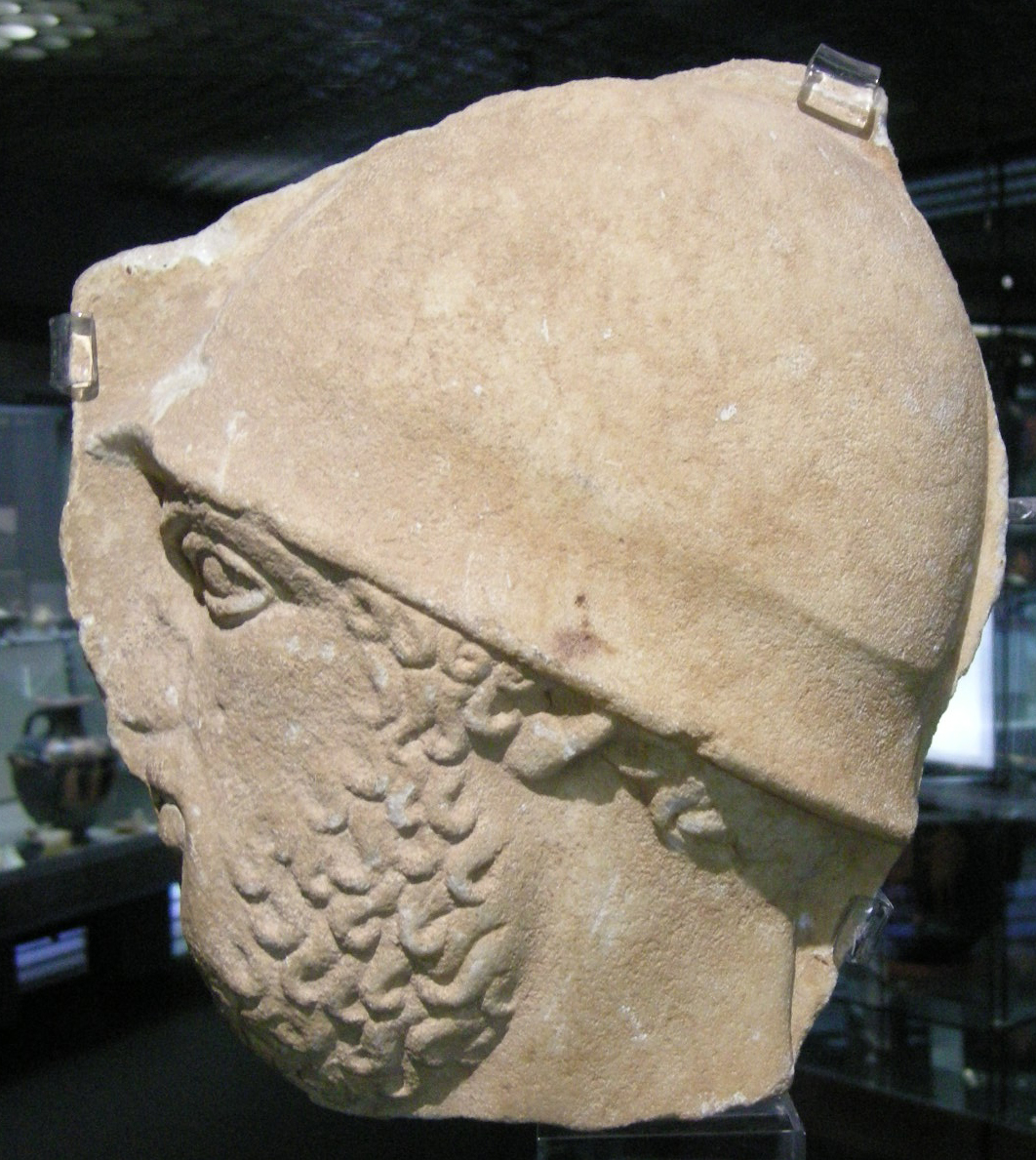
Soldaat uit Grieks-Syracuse (5e eeuw v.Chr.)

Syracuse’s strafexpeditie tegen de Etrusken vond plaats in de jaren 454-453 v.Chr. en volgens sommige historici nog tot in 452 v.Chr. Syracuse was een machtige Griekse stadstaat op Sicilië en maakte deel uit van Groot-Griekenland of Magna Graecia. Dit staaltje van agressie vanuit Sicilië naar de Etrusken toe werd verhaald door de historicus Diodoros van Sicilië vier eeuwen later.

## Reden
De stadstaat Athene in het Griekse moederland met haar Delische Bond was op zoek naar graanimport. Syracuse op Sicilië kon dit leveren. Er was evenwel een probleem van piraterij waarmee de Etrusken vanuit Midden-Italië de Griekse handelsvloot bedreigden. Syracuse bewapende zich met een vloot om de piraterij in het noorden neer te slaan. Het was overigens een periode waarin Syracuse niet in oorlog was met de Carthagers in West-Sicilië.

## Militaire expeditie
De vloot van Syracuse voer noordwaarts naar de Tyrreense Zee (454 v.Chr.). Ze veroverde op de Etrusken het eiland Elba en vervolgens de kusten van Corsica en Etrurië op het Italiaanse vasteland. 
De verovering van Elba gebeurde onder het bevel van admiraal Faillos, die het eiland grondig plunderde. 
De andere verovering was met admiraal Apelles, die bevel voer over een vloot van zestig triremi. 
Al deze veroveringen waren slechts tijdelijk. Niettemin kon de vloot van Syracuse via de Straat van Messina patrouilleren in het zuidelijk deel van de Tyrreense Zee. Historicus Asheri (1992) noemde het zuidelijk deel van de Tyrreense Zee 'het Meer van Syracuse' op dat moment.